# Firestorm Books & Coffee
Firestorm Books & Coffee – amerykańska księgarnia oraz kawiarnia prowadzona i zarządzana przez pracowników będąca autonomicznym centrum społecznym. Zlokalizowana jest w Asheville w Północnej Karolinie. 

## Opis
Nazwany po burzy ogniowej (ang. firestorm) infoshop działa z myślą o stworzeniu trwałej, radykalnej przestrzeni wydarzeń społecznościowych. W księgarni regularnie organizowane są wydarzenia, takie jak pokazy filmowe, polityczne, podróżnicze i ekonomiczne nauczanie, a także koncerty oraz warsztaty społeczne. Firestorm został otwarty w maju 2008, a jego współtwórcami byli Libertie Valance i Neala Byrne (alias Kila Donovan). Od momentu założenia lokal gościł m.in. ekonomistę Thomasa Greco, aktywistę LGBT Wayne'a Besena, grupę artystyczną Beehive Collective, badacza środowiska Kirkpatricka Sale oraz członków organizacji Mercy for Animals. 
W maju 2010 Firestorm został uznany przez Slow Money Alliance za drugi najlepszy „Slow Money Business in America”. W grudniu 2011 lokal znalazł się na liście „10 najfajniejszych niezależnych kawiarni w USA” opracowanej przez Zagata, amerykańskiego wydawcę popularnych przewodników po restauracjach. W styczniu 2014 kolektyw ogłosił, że zamierza zamknąć dotychczasowy lokal w centrum miasta i poszukać nowej lokalizacji w West Asheville. Firestorm pozostał nieczynn od marca 2014 do lipca 2015. W lipcu kolektyw oficjalnie otworzył nową przestrzeń na Haywood Road w West Asheville, pod nazwą Firestorm Books & Coffee. Zmiana nazwy odzwierciedlała rozszerzone ukierunkowanie na działanie jako księgarnia.
W sierpniu 2018 miasto Asheville pozwało „Firestorm” za zorganizowanie cotygodniowej akcji redukcji szkód, która obejmowała dystrybucję czystych strzykawek i naloksonu. Członkowie Kolektywu Firestorm zarzucali miastu dyskryminację „narkomanów, bezdomnych, sąsiadów, którzy używają strzykawek do legalnego leczenia oraz osób transpłciowych” i wynajęli prawnika. Naruszenia te zostały później zniesione bez zakłóceń w stosunku do pierwotnie wymienionych działań.
Firestorm jest własnością zarządzaną przez Kolektyw Firestorm, spółdzielnię, która formalne decyzje podejmuje na podstawie konsensusu i według sprawiedliwego podziału pracy oraz odpowiedzialności. Zgodnie ze swoją tożsamością antykapitalistycznego biznesu, Firestorm jest zobowiązany do działania bez zysku, reinwestując w lokalną społeczność 100% niedoszłych zysków.